# II. třída okresu Ostrava-město 2003/2004
V soubojích fotbalové II. třídy okresu Ostrava-město 2003/2004, jedné ze skupin 8. nejvyšší fotbalové soutěže, se utkalo 14 týmů dvoukolovým systémem podzim – jaro. Tento ročník skončil v červnu 2004. Postup do I. B třídy Moravskoslezského kraje 2004/2005 si zajistil vítězný tým Classic Ostrava, do III. třídy okresu Ostrava-město 2004/2005 sestoupil poslední tým TJ Sokol Hrabůvka. Tým Vítkovická nemocnice „B“ byl v roce 2004 přesunut do Čeladné a sloučen s FK Čeladná nového týmu SK Beskyd Čeladná.

## Výsledná tabulka
| Poř. | Tým                      | Z  | V  | R | P  | VG | OG | B  |
| ---- | ------------------------ | -- | -- | - | -- | -- | -- | -- |
| 1.   | Classic Ostrava          | 26 | 20 | 2 | 4  | 82 | 29 | 62 |
| 2.   | TJ Velká Polom           | 26 | 17 | 3 | 6  | 78 | 35 | 54 |
| 3.   | TJ Sokol Hrabová         | 26 | 15 | 5 | 6  | 61 | 21 | 50 |
| 4.   | TJ Slovan Ostrava        | 26 | 15 | 4 | 7  | 49 | 35 | 49 |
| 5.   | ROMA Ostrava             | 26 | 14 | 6 | 6  | 50 | 42 | 48 |
| 6.   | TJ Klimkovice            | 26 | 14 | 3 | 9  | 65 | 29 | 45 |
| 7.   | SK Šenov                 | 26 | 14 | 3 | 9  | 59 | 43 | 45 |
| 8.   | FC Slavia Michálkovice   | 26 | 11 | 5 | 10 | 44 | 55 | 38 |
| 9.   | TJ Kunčičky              | 26 | 9  | 7 | 10 | 56 | 64 | 34 |
| 10.  | TJ Vítkovice-Svinov „B“  | 26 | 8  | 1 | 17 | 33 | 66 | 25 |
| 11.  | TJ Dynamo DPMO Ostrava   | 26 | 6  | 5 | 15 | 40 | 56 | 23 |
| 12.  | Vítkovická nemocnice „B“ | 26 | 4  | 6 | 16 | 30 | 76 | 18 |
| 13.  | TJ Sokol Pustkovec       | 26 | 4  | 4 | 18 | 17 | 57 | 16 |
| 14.  | TJ Sokol Hrabůvka        | 26 | 1  | 6 | 19 | 28 | 84 | 9  |

Poznámky:
- Z = Odehrané zápasy; V = Vítězství; R = Remízy; P = Prohry; VG = Vstřelené góly; OG = Obdržené góly; B = Body; (S) = Mužstvo sestoupivší z vyšší soutěže; (N) = Mužstvo postoupivší z nižší soutěže (nováček)

|  | Postup do I. B třídy Moravskoslezského kraje 2004/2005 |
|  | Sestup do III. třídy okresu Ostrava-město 2004/2005    |